# ORP Generał Kazimierz Pułaski (272)
ORP Generał Kazimierz Pułaski (272) je fregata Polského námořnictva. Jedná se o bývalou americkou fregatu USS Clark (FFG-11), která byla poté zakoupena Polskem.

## Výzbroj
Generał Kazimierz Pułaski je vyzbrojen jedním 76mm kanónem Mk 75, jedním odpalovacím zařízením Mk 13 pro protiletadlové řízené střely středního dosahu RIM-66 Standard a protilodní střely RGM-84 Harpoon, jedním 20mm kanónovým systémem blízké obrany Mk 15 Phalanx a dvěma torpédomety Mk 32 SVTT pro torpéda A244 Mod 3 nebo MU90 Impact. Fregata disponuje přistávací plochou pro dva vrtulníky Kaman SH-2 Seasprite.